# Rubjerg Knude Fyr
Rubjerg Knude Fyr is een vuurtoren bij Lønstrup in Jutland (Denemarken). De vuurtoren staat op de Lønstrup Klint op een hoogte van 60 meter boven het zeeniveau.
De bouwwerkzaamheden begonnen in 1899. De vuurtoren werd in gebruik genomen op 27 december 1900 en weer buiten gebruik genomen op 1 augustus 1968. Het gebouw en de omliggende bijgebouwen bleven in gebruik als museum tot 2002, toen het door toenemende erosie verlaten werd. De bijgebouwen waren in 2009 zwaar beschadigd door de druk van het stuifzand en zijn daarna gesloopt.
Er werd verwacht dat de toren in 2023 in zee zou verdwijnen, echter werd de 720 ton wegende toren op 22 oktober 2019 70 meter landinwaarts verplaatst door middel van een speciaal daarvoor gebouwde rail. De kosten van 5 miljoen Deense Kroon (0,45 miljoen euro) werden betaald door de gemeente Hjørring met overheidssubsidie.
Naar verwachting is het voortbestaan van de toren door de verplaatsing tot ongeveer 2060 veiliggesteld.